# باردون (شهرستان کمین)
باردون (به لاتین: Bordunskiy) یک منطقهٔ مسکونی در قرقیزستان است که در استان چوی واقع شده‌است. باردون ۰٫۰۵ کیلومتر مربع مساحت و ۱۲۵ نفر جمعیت دارد و ۲٬۱۰۰ متر بالاتر از سطح دریا واقع شده‌است.